# Tofiq Musayev
Tofiq Musayev (ur. 15 grudnia 1989 w Sahil) – azerski zawodnik mieszanych sztuk walki (MMA). 31 grudnia 2019 wygrał turniej Rizin Fighting World Grand Prix 2019 wagi lekkiej oraz zdobył turniejowy pas mistrzowski. Walczył także dla Bellator MMA. Aktualnie związany z UFC.

## Kariera MMA

### Wczesna kariera
Zawodowo zadebiutował w maju 2013 roku, pokonując zawodnika z Turcji przez dźwignie skrętową na staw skokowy w połowie pierwszej rundy.
Musayev walczył dla wielu organizacji m.in. w Azerbejdżanie (PFMFA), Ukrainie (Oplot MMA), Rosji (MMA Star in the Ring, Siberian League czy New Stream).

### Rizin FF
31 grudnia 2018 zadebiutował w japońskiej federacji Rizin Fighting Federation podczas gali Rizin 14, przeciwko Nobumitsu Osawie. Walkę zwyciężył przez TKO w drugiej rundzie, sprowadzając rywala do parteru i tam go ubijając ciosami.
Drugi pojedynek dla Rizin FF stoczył dwie gale później, pokonał tam jednogłośnie na punkty Darona Cruickshanka, który w przeszłości był zawodnikiem najlepszej federacji na świecie, UFC.
Po dwóch zwycięstwach na galach Rizin dostał się do turnieju Rizin Fighting World Grand Prix 2019 wagi lekkiej, jako jeden z 8 ogłoszonych uczestników. 20 września 2019 roku znokautował w ostatniej minucie pierwszej rundy kopnięciem na głowę oraz ciosami kończącymi w parterze byłego mistrza XFC oraz Brace, Damiena Browna. Pojedynek był ćwierćfinałem.
31 grudnia 2019 na gali Rizin 20 zmierzył się w półfinale z byłym mistrzem MCC wagi lekkiej i weteranem UFC z 6 walkami, Johnnym Casem. Musayev obalił Case’a na początku pierwszej rundy, a następnie ubił go ciosami w parterze, do momentu przerwania walki przez sędziego. Na tej samej gali w finale spotkał się z pretendentem do tytułu Bellator, Patricky'em Freire. Ekscytująca walka po obu stronach zakończyła się jednogłośnym zwycięstwem Musayeva. Udany występ i zdobycie mistrzostwa turniejowego przyniosło mu powszechną uwagę z jego ojczyzny. Oficjalny ranking MMA – Fight Matrix uplasował go na 13. miejscu na świecie i najlepszy zawodnik poza UFC).
Po triumfie w Grand Prix dostał propozycję podpisania kontraktu z najlepszą federacją Ultimate Fighting Championship (UFC), jednak odrzucił tę ofertę, czekając na propozycję od Rizin.
Gdy wybuchła pandemia COVID-19 i zamknięto granice Musayev nie mógł uczestniczyć w Rizin przez cały 2020 rok i pierwszą połowę 2021 roku.
1 czerwca 2021 ogłoszono, że w kolejnym pojedynku zmierzy się Roberto de Souzą na gali Rizin 28, o inauguracyjny pas Rizin FF w wadze lekkiej. 13 czerwca 2021 w Tokio, Brazylijczyk przerwał Azerowi serię 14 zwycięstw z rzędu oraz został mistrzem Rizin FF w wadze lekkiej, poddając go w pierwszej rundzie duszeniem trójkątnym nogami.

### Bellator MMA i dalsze walki w Rizin FF
W styczniu 2022 podpisał kontrakt z amerykańską federacją Bellator MMA. 22 kwietnia 2022 podczas gali Bellator 278 w Honolulu miał skrzyżować rękawice z Amerykaninem, Zachem Zane’em, jednak Amerykanin wycofał się z pojedynku z nieznanych powodów, a dla Musayeva nie został znaleziony nowy przeciwnik. Ostatecznie debiut dla nowego pracodawcy odbył trzy miesiące później podczas gali Bellator 283 w Tacomie, gdzie znokautował w 27 sekund Sidneya Outlawa, notowanego przez pojedynkiem na pierwszym miejscu w oficjalnym rankingu Bellatora.
11 stycznia 2023 Musayev został ogłoszony jako jeden z 8 uczestników turnieju Bellator Grand Prix wagi lekkiej o wartości 1 miliona dolarów, a jego ćwierćfinałowa walka z Rosjaninem, Aleksandrem Szablijem odbyła się 10 marca 2023 roku na gali Bellator 292. Przegrał ją w trzeciej rundzie przez TKO, po tym jak Rosjanin wyprowadził celne kopnięcie na korpus Musayeva, a ten nie był zdolny kontynuować tej walki, w wyniku czego także odpadł z turnieju.
30 lipca 2023 podczas drugiej, wspólnie zorganizowanej przez federację Rizin FF oraz Bellator MMA gali pokonał przez nokaut Japończyka, Akirę Okadę.
Następnie 4 listopada 2023 na gali Rizin Landmark 7, która odbyła się w Azerbejdżanie w mieście Baku, znokautował uderzeniami w parterze innego reprezentanta Japonii, Kojia Takedy.
Oczekiwano, że w kolejnej walce, którą stoczy 22 marca 2024 w stolicy Irlandii Północnej na gali Bellator Champions Series 1: Anderson vs. Moore zmierzy się z Anglikiem, Alfiem Davisem. Ostatecznie na tydzień przed tym wydarzeniem ogłoszono, że Musayev wycofał się z walki.

### UFC
W maju 2025 roku, podpisał kontrakt z największą organizacją MMA na świecie – Ultimate Fighting Championship. W debiucie dla nowego pracodawcy zawalczył z Kirgistańczykiem, Myktybekiem Orolbaiem podczas gali UFC Fight Night: Hill vs. Rountree, która odbyła się 21 czerwca 2025 w Baku. Pod koniec pierwszej rundy został poddany kimurą.

## Osiągnięcia

### Mieszane sztuki walki
- Rizin Fighting Federation
  - 2019: Zwycięzca Grand Prix wagi lekkiej Rizin FF[9]

## Lista zawodowych walk w MMA
| Wynik     | Bilans | Przeciwnik (bilans przed walką) | Rozstrzygnięcie                              | Runda | Czas | Rozgrywki                                           | Data       | Miejsce     | Uwagi |
| --------- | ------ | ------------------------------- | -------------------------------------------- | ----- | ---- | --------------------------------------------------- | ---------- | ----------- | --- |
| Przegrana | 22-6   | Myktybek Orolbai (13-2-1)       | Poddanie (kimura)                            | 1     | 4:35 | UFC Fight Night: Hill vs. Rountree                  | 21.06.2025 | Baku        | Debiut w UFC. |
| Wygrana   | 22-5   | Koji Takeda (15-5)              | KO (ciosy pięściami w parterze)              | 3     | 2:03 | Rizin Landmark 7                                    | 04.11.2023 | Baku        | Co-Main Event |
| Wygrana   | 21-5   | Akira Okada (19-9-4)            | KO (lewy sierpowy)                           | 2     | 1:11 | Super Rizin 2: Bellator MMA vs. Rizin 2             | 30.07.2023 | Saitama     | |
| Przegrana | 20-5   | Aleksander Szablij (22-3)       | TKO (kopnięcie na korpus)                    | 3     | 0:29 | Bellator 292                                        | 10.03.2023 | San Jose    | Ćwierćfinał Bellator Grand Prix w wadze lekkiej.                                                                   |
| Wygrana   | 20-4   | Sidney Outlaw (16-4)            | KO (prawy sierpowy)                          | 1     | 0:27 | Bellator 283: Lima vs. Jackson                      | 22.07.2022 | Tacoma      | Debiut w Bellator MMA.                                                                                             |
| Przegrana | 19-4   | Roberto de Souza (11-1)         | Poddanie (duszenie trójkątne nogami)         | 1     | 1:12 | Rizin 28                                            | 13.06.2021 | Tokio       | Walka o pas mistrzowski Rizin FF w wadze lekkiej.                                                                  |
| Wygrana   | 19-3   | Patricky Freire (23-8)          | Decyzja (jednogłośna)                        | 3     | 5:00 | Rizin 20                                            | 31.12.2019 | Saitama     | Wygrał finał turnieju Rizin Fighting World Grand Prix 2019 w wadze lekkiej oraz zdobył turniejowy pas mistrzowski. |
| Wygrana   | 18-3   | Johnny Case (27-6-1)            | TKO (ciosy pięściami w parterze)             | 1     | 2:47 | Rizin 20                                            | 31.12.2019 | Saitama     | Półfinały turnieju Rizin Fighting World Grand Prix 2019 w wadze lekkiej.                                           |
| Wygrana   | 17-3   | Damien Brown (19-12)            | TKO (kopnięcie na głowę i ciosy pięściami)   | 1     | 4:14 | Rizin 19: Lightweight Grand Prix 1st Round          | 12.10.2019 | Osaka       | Ćwierćfinały turnieju Rizin Fighting World Grand Prix 2019 w wadze lekkiej.                                        |
| Wygrana   | 16-3   | Daron Cruickshank (22-11)       | Decyzja (jednogłośna)                        | 3     | 5:00 | Rizin 16                                            | 02.06.2019 | Koba        | |
| Wygrana   | 15-3   | Nobumitsu Osawa (12-4)          | TKO (ciosy pięściami)                        | 2     | 1:19 | Rizin 14                                            | 31.12.2018 | Saitama     | |
| Wygrana   | 14-3   | Marif Pirajew (20-1-1)          | TKO (ciosy pięściami)                        | 1     | 3:24 | WFCA 48 – Zhamaldaev vs. Khasbulaev 2               | 04.05.2018 | Baku        | Co-Main Event |
| Wygrana   | 13-3   | Zurab Betergarajew (11-2-2)     | TKO (rozcięcie)                              | 2     | 1:23 | WFCA 45 – Grozny Battle                             | 24.02.2018 | Grozny      | |
| Wygrana   | 12-3   | Murat Kocaturk (0-0)            | TKO (ciosy pięściami)                        | 2     | 2:50 | Orion Fight Arena – Spectacular Kickboxing-MMA Gala | 21.10.2017 | Ankara      | Main Event |
| Wygrana   | 11-3   | Murad Szachbanow (8-3)          | TKO (przerwanie przez narożnik)              | 3     | 2:16 | WFCA 34 – Battle in Moscow                          | 25.02.2017 | Moskwa      | |
| Wygrana   | 10-3   | Ayoub Fahimi (0-1)              | KO (ciosy pięściami)                         | 1     | 3:56 | Azerbaijan MMA Federation – Azerbaijan vs. Iran     | 31.12.2016 | Baku        | |
| Wygrana   | 9-3    | Ooi Aik Tong (0-1)              | TKO (ciosy pięściami)                        | 1     | 1:35 | CWFL – Chinese Wushu Fight League                   | 05.06.2016 | Kanton      | |
| Wygrana   | 8-3    | Jiang Tao (2-5)                 | TKO (ciosy pięściami)                        | 1     | 3:52 | CWFL – Chinese Wushu Fight League                   | 05.06.2016 | Kanton      | |
| Wygrana   | 7-3    | Yincang Bao (5-1)               | KO (lewy hak i ciosy pięściami)              | 1     | 3:55 | IKFC – TKF: Puchar Matana Tesco                     | 27.11.2015 | Nantong     | |
| Wygrana   | 6-3    | Szamil Magomiedżhagidiow (0-0)  | KO (cios pięścią)                            | 1     | 3:42 | Azerbaijan MMA Federation – National Open Cup       | 02.10.2015 | Baku        | Co-Main Event |
| Wygrana   | 5-3    | Magomied Ankuliew (0-0)         | KO (cios pięścią)                            | 1     | 2:53 | SOW – Selection of Warriors                         | 18.09.2015 | Machaczkała | |
| Przegrana | 4-3    | Aigun Achmedow (16-1)           | Decyzja (jednogłośna)                        | 2     | 5:00 | New Stream                                          | 31.10.2014 | Moskwa      | |
| Wygrana   | 4-2    | Said Khalilow (13-11)           | TKO (ciosy pięściami)                        | 1     | 3:33 | MMA Star in the Ring – Guseinov vs. Kalych          | 13.06.2014 | Machaczkała | |
| Przegrana | 3-2    | Jewgienij Lachin (6-5)          | Poddanie (duszenie trójkątne)                | 1     | 1:12 | Siberian League – Pankration in Yugra               | 20.04.2014 | Kemerowo    | |
| Wygrana   | 3-1    | Musulmian Muslimow (0-0)        | TKO (ciosy pięściami)                        | 1     | ?    | MMA Star in the Ring – Shamil vs. Renat             | 01.03.2014 | Machaczkała | |
| Przegrana | 2-1    | Mukhamied Berkhamiow (3-1)      | Poddanie (duszenie anakonda)                 | 1     | 4:09 | Oplot Challenge 90                                  | 30.11.2013 | Charków     | |
| Wygrana   | 2-0    | Emilbek Beknazarov (0-0)        | Poddanie (duszenie zza pleców)               | 1     | 3:26 | Oplot Challenge 80                                  | 21.09.2013 | Charków     | |
| Wygrana   | 1-0    | Yavuz Selim Kazanci (0-0)       | Poddanie (dźwignia skrętowa na staw skokowy) | 1     | 2:33 | Azerbaijan MMA Federation – Azerbaijan vs. Turkey   | 28.05.2013 | Baku        | |